# ジェラール・ロペス (経営者)
ジェラール・ロペス・フォハカ（Gérard López Fojaca 、1971年12月27日 - ）は、ルクセンブルク・エシュ＝シュル＝アルゼット出身の経営者。ジニー・グループの共同設立者である。ジニー・キャピタルの代表であり、2014年以降ロータスF1チームのチーム代表を務めた。

## 経歴
マイアミ大学を卒業後、Web開発会社の経営を経て、1998年にマングローブ・キャピタル・パートナーズを立ち上げ、投資事業を開始する。
スカイプ社を含む40社以上の会社に投資を行う。
2008年にエリック・ラックスとともにジニー・キャピタルを設立。
2014年1月24日、ロータスF1チームのチーム代表エリック・ブーリエに代わり、新チーム代表に就任することが発表された。

## 人物
英語とルクセンブルク語のほかに、フランス語、ポルトガル語、スペイン語、イタリア語、ドイツ語を話す。